# Флаг Ульяновска
Флаг города Ульяновска Ульяновской области Российской Федерации является, наряду с гербом, официальным символом города.
Ныне действующий флаг утверждён 24 декабря 2003 года решением № 149 Ульяновской Городской Думы и внесён в Государственный геральдический регистр Российской Федерации под номером 232.

## Описание
Флагом является прямоугольное полотнище с отношением высоты к длине 2:3, состоящее из трёх равновеликих вертикальных полос: двух голубого цвета (по краям) и одной белого цвета (в центре). В центре белой полосы — жёлтая императорская корона, высота которой по крайним точкам составляет 3/11 от высоты полотнища, а ширина по крайним точкам — 1/5 от длины полотнища.

Синие полосы на флаге обозначают реки Волгу и Свиягу. Золотистая корона связывает флаг и герб города.